# Дамир, Дорин Михайлович
Дорин Дамир (рум. Dorin Damir, род. 20 марта 1972, Каларашский район, Молдавская ССР, СССР) — молдавский бизнесмен, вице-президент федерации дзюдо Молдавии (2005—2012). Президент Молдавской бойцовской ассоциации FEA и молдавской любительской федерации К-1, вице-президент всемирной любительской федерации К-1, WAK-1F (World Amateur K-1 Federation).

## Биография
Дамир Дорин родился 20 марта 1972 года в Каларашском районе Молдавской ССР.
В 1987 окончил школу, а в 1991 окончил колледж и поступил в академию полиции. После академии работал в Департаменте по борьбе с коррупцией и организованной преступностью МВД Молдовы. В 2002 ушёл в запас.
С 2002 начинает работу в сфере бизнеса, область безопасности, инвестиции, консалтинга и недвижимости. Получает диплом об окончании университета по специальности внешнеэкономические отношения. Позже заканчивает магистратуру и успешно защищается по специальности менеджмент в спорте.
С 2005 по 2012 был вице-президентом Молдавской федерации дзюдо.

## Спортивные достижения
- Обладатель чёрного пояса 1-й дан таэквондо,
- Инструктор по рукопашному бою.

## Карьера в боевых искусствах
В 2009 основывает ассоциацию FEA (Fighting & Entertainment Association) целью которой является продвижение молдавских бойцов на мировые ринги и татами. А также пропаганда здорового образа жизни среди молодежи и популяризация К-1 в Молдавии.
В 2009 был проведен и первый турнир FEA GP 2009 в котором приняли участие бойцы из Молдавии в категории 84 кг. Бои проходили среди лучших восьмерых бойцов.
Проводит в 2010 впервые в Молдавии турнир BUSHIDO FC, 5 боев по правилам ММА и 5 боев по правилам К-1.
В 2011 регистрирует Молдавский бойцовский проект «FIGHTING EAGLES».
Являясь президентом любительской федерации К-1 в Молдавии организует Первый Чемпионат Молдавии по любительскому К-1.

## Критика и обвинения
В 2021 году появилась информация о том, что Дорин Дамир и ещё несколько человек проходят фигурантами по уголовному делу по пяти статьям уголовного кодекса Молдавии. Его подозревали в «злоупотреблении служебным положением», «хищении имущества государства», «незаконном пересечении государственной границы», «раскрытии государственной тайны» и «подделке в публичных документах». Дамир провёл под стражей 30 суток.. Дорин Дамир оправдан по делу о шантаже
31 января 2023 г Кишиневский суд оправдал президента ассоциации FEA Дорина Дамира

## Семья
Женат, воспитывает троих детей. Дорин Дамир является крестником политика и бизнесмена Владимира Плахотнюка.